# رود سالوم
رود سالوم (به فرانسوی: Saloum) رودی جاری در کشور آفریقایی سنگال است که در پایان مسیر خود به اقیانوس اطلس می‌ریزد.

## مشخصات
رود سالوم در حدود ۱۰۵ کیلومتری شرق شهرک کائولاک سرچشمه می‌گیرد و پس از طی مسافتی ۲۵۰ کیلومتری در غرب سنگال به اقیانوس اطلس می‌ریزد. دلتای سالوم که در سال ۲۰۱۱ در فهرست میراث جهانی یونسکو قرار گرفت در دهانهٔ رود سالوم قرار دارد و منطقهٔ حفاظت‌شدهٔ پارک ملی دلتای سالوم، بخشی از این دلتا را تشکیل می‌دهد.
حوضهٔ آبریز رودخانه در درون قلمرو پادشاهی ازبین‌رفتهٔ سالوم (۱۴۹۴-۱۹۶۹) قرار دارد و تقریباً در ۷۰ کیلومتری از بالادست رودخانه، کمربندی ۵ کیلومتری از جنگل‌های حرا، دو طرف رود سالوم را پوشانده است.